# Official New Zealand Music Chart
Le Official New Zealand Music Chart est un classement de 40 singles et albums néo-zélandais publié par Recorded Music NZ (précédemment appelée Recording Industry Association of New Zealand, RIANZ). Le classement inclus aussi le top 20 des singles et albums d'artistes néo-zélandais et le top 10 des album compilation. Le classement se base sur les données de ventes physique et digitale.

## Records

### Artistes avec le plus de single numéro 1
Ce tableau inclut quand les artistes sont aussi crédités « featured ».
| Artiste             | Singles #1 | plus longue durée                        | Total semaines #1 |
| ------------------- | ---------- | ---------------------------------------- | ----------------- |
| The Beatles         | 14 ‡       | Hey Jude (5 semaines)                    | 31                |
| Katy Perry          | 9          | Roar (11 semaines)                       | 30                |
| Michael Jackson     | 8          | Beat It, Black or White (5 semaines)     | 28                |
| U2                  | 8          | One Tree Hill (6 semaines)               | 23                |
| Rihanna             | 7          | We Found Love (9 semaines)               | 32                |
| Eminem              | 7          | Without Me (7 semaines)                  | 29                |
| Akon                | 7          | Moonshine (7 semaines)                   | 23                |
| Mariah Carey        | 7          | I'll Be There, Endless Love (5 semaines) | 18                |
| Bee Gees            | 7          | Tragedy (6 semaines)                     | 17                |
| Chris Brown         | 6          | Forever (8 semaines)                     | 26                |
| The Black Eyed Peas | 6          | I Gotta Feeling (9 semaines)             | 20                |
| ABBA                | 6          | Fernando (9 semaines)                    | 17                |

## Certifications
| Format / produit | Or    | Platine |
| ---------------- | ----- | ------- |
| Singles          | 7 500 | 15 000  |
| Albums           | 7 500 | 15 000  |
| DVD live         | 2 500 | 5 000   |